# Yamaha YZ250F
Yamaha YZ250F je motokrosový motocykl firmy Yamaha, který byl poprvé vyroben v roce 2001. YZ250F má čtyřtaktní motor s rozvodem DOHC. V hlavě válce nalezneme 5 ventilů (3 sací a 2 výfukové). Od roku 2001 do roku 2005 měla Yamaha YZ250F ocelový rám a od roku 2006 celohliníkový.
Yamaha YZ250F má čtyřtaktní motor, který má široké spektrum využitelných otáček, proto umožňuje závodit s dvoutaktními motocykly obsahu 125 cm³.

## Změny
- 2006 - hliníkový rám
- 2008 - nový motor
- 2010 - opět úprava motoru a snížení těžiště motocyklu
- 2013 - YZ250F byla naposledy karburátorová verze a pro rok 2014 Yamaha připravila YZ250F vstřikování.